# Ribadesella
Ribadesella (asztúriai nyelven: Ribeseya) egy község Spanyolországban, Asztúria autonóm közösségben. Ribadesella Caravia, Parres, Cangas de Onís és Llanes községekkel határos. Lakosainak száma 5552 fő (2024).

## Nevezetességek
A községhez tartozik a Cuevas del Agua nevű falu is, amelynek érdekessége, hogy a La Cuevona nevű, barlangból kialakított alagúton keresztül közelíthető meg.

## Népesség
A település népessége az utóbbi években az alábbiak szerint változott:
| Lakosok száma | 6241 | 6220 | 6286 | 6296 | 6209 | 6002 | 5779 | 5746 | 5642 | 5552 |
|               | 2001 | 2004 | 2007 | 2009 | 2012 | 2014 | 2017 | 2019 | 2022 | 2024 |